# Terapia fotodynamiczna
Terapia fotodynamiczna (PDT, ang. photodynamic therapy) – forma leczenia, w której wykorzystuje się nietoksyczne związki światłoczułe, które po ekspozycji na specyficzny rodzaj światła, katalizują powstanie tlenu singletowego i innych reaktywnych form tlenu, które działają toksycznie na komórki nowotworowe i inne chore komórki. PDT wykazuje również zdolność do zabijania komórek mikroorganizmów, w tym bakterii, grzybów i wirusów. PDT jest powszechnie stosowana w leczeniu trądziku. Jest ona stosowana klinicznie do leczenia wielu schorzeń, w tym  związanego z wiekiem zwyrodnienia plamki żółtej i nowotworów złośliwych. Jest uznawana za mało inwazyjną, jak i minimalnie toksyczną metodę terapii.